# روكو ريتز
روكو ريتز (مواليد 29 مايو 2002) هو لاعب كرة قدم ألماني يلعب في مركز خط الوسط في نادي بوروسيا مونشنغلادباخ.

## روابط خارجية
- روكو ريتز على موقع الاتحاد الأوربي (الإنجليزية)
- روكو ريتز على موقع قاعدة بيانات كرة القدم.إي يو (الإنجليزية)
- روكو ريتز على موقع بيانات كرة القدم. دي إي (الألمانية)
- روكو ريتز على موقع Soccerway.com (الإنجليزية)
- روكو ريتز على موقع عالم كرة القدم.نت (الإنجليزية)